# Rio Ligeiro (vattendrag i Brasilien)
Rio Ligeiro är ett vattendrag i Brasilien.   Det ligger i delstaten Paraná, i den södra delen av landet, 1 000 km sydväst om huvudstaden Brasília.
Trakten runt Rio Ligeiro består till största delen av jordbruksmark. Runt Rio Ligeiro är det ganska glesbefolkat, med 29 invånare per kvadratkilometer.